# Gendun Gjaco
Gendun Gjaco (tyb.: དགེ་འདུན་རྒྱ་མཚོ།, Wylie: dGe-'dun rgya-mtsho, ZWPY: Gêndün Gyaco; ur. 30 grudnia 1475 w Tanag Sekme, w pobliżu Shigatse, zm. 24 marca 1542) – jeden z głównych lamów tradycji gelug buddyzmu tybetańskiego, uważany za kolejną inkarnację Gendun Drupy. W okresie późniejszym uznany za II Dalajlamę. 
Fundator klasztoru Czokorgjal. Opat klasztorów Taszilunpo, Drepung i Sera. Jego działalność przypadła na okres rosnącej niechęci starszych tradycji wobec zyskującej sobie coraz więcej zwolenników szkoły gelugpa.
Zgodnie z doktryną buddyzmu tybetańskiego uważany za emanację Awalokiteśwary (tyb. Czenreziga), bodhisattwy współczucia.

## Życiorys
Urodzony w rodzinie rolników Kunga Gjaltso i Machik Kunga Pemo, przyszedł na świat jako Sangje Phel 3. dnia rgyal-za w tybetańskim roku Ognia-Małpy (mniej więcej 30 grudnia 1475), w miejscowości Tanag Sekme, w pobliżu Shigatse.
Ponieważ w wieku 11 lat został rozpoznany jako inkarnacja zmarłego w 1475 roku lamy szkoły gelug Gendun Drupy wstąpił do nowicjatu w klasztorze Taszilunpo. Jego nowe imię Gendun Gjaco, które w wolnym tłumaczeniu oznacza „Subtelny Chwalebny Ocean Duchowej Aspiracji”, wskazuje jednak na to, że pomimo uznania go za inkarnację poprzednika, nie uważano aby automatycznie predestynowało go to do piastowania wysokich stanowisk. Źródła informują wręcz o zazdrości i rosnącej niechęci tymczasowego opata (klasztor założył I Dalajlama), co zmusiło Genduna Gjaco do opuszczenia Taszilunpo i przenosin do Drepung w pobliżu Lhasy.
Około roku 1450 Tybet stał się areną walk politycznych, w wyniku których rządząca dynastia (Phagmodrupa) stawiała czoła arystokratycznym frakcjom. Książęta prowincji Tsang ze stolicą w Shigatse, którzy wspierali tradycję kagju, stanowili nieustanne zagrożenie dla władców w Lhasie oraz będących pod ich opieką gelugpa. Rywalizacja dotknęła również same szkoły, które nie spierały się bynajmniej o doktrynę i kwestie filozoficzne tylko o wpływy i pieniądze.
W tej sytuacji w 1489 szkoła gelugpa została siłą wykluczona z zapoczątkowanej przez jej duchowego założyciela Congkhapę Wielkiej Ceremonii Modlitw. Z kolei przywódca szkoły karma kagyu VII Karmapa zbudował klasztory swojej linii w pobliżu klasztorów Drepung i Sera w celu zakwestionowania ich pozycji. Po raz kolejny zmuszony do opuszczenia miejsca pobytu Gendun Gjaco założył klasztor Czokorgjal (1506) (Wylie Chos-'khor-rgyal), lecz również tutaj nie zaznawszy spokoju przeniósł się ostatecznie do przyjaznego już wtedy Taszilunpo. Jego opatem został w 1512, a po kilku latach, w wyniku zmiany sytuacji politycznej, stanął także na czele klasztoru Drepung (1517). W jakiś czas później, przy wsparciu (tytularnych już tylko) władców z dynastii Phagmodru, odzyskał dla gelugpów miejsce w Wielkiej Ceremonii Modlitw, a objęcie zwierzchnictwa (1525) nad klasztorem Sera (trzeciego z wielkich klasztorów-uniwersytetów gelugpa) przypieczętowało jego rosnącą pozycję.
Według badaczy konieczność ciągłego podróżowania stała się dla Genduna Gjaco przyczyną lepszej rozpoznawalności i motorem rosnącego wsparcia wiernych w różnych regionach kraju.

## Reinkarnacja
To za sprawą Genduna Gjaco sformalizowano system rozpoznawania kolejnych inkarnacji (przetrwał w formie niezmienionej do czasów współczesnych). II Dalajlama (tytuł otrzymał pośmiertnie) zmarł 8. dnia nag-pa tybetańskiego roku Wody-Tygrysa (mniej więcej 24 marca 1542).
Jego kolejna inkaranacja została rozpoznana w chłopcu z arystokratycznej rodziny, któremu nadano imię Sonam Gjaco.